# Gall and Gasoline
Gall and Gasoline è un cortometraggio muto del 1917 diretto da Larry Semon.

## Produzione
Il film fu prodotto dalla Vitagraph Company of America.

## Distribuzione
Distribuito dalla Greater Vitagraph (V-L-S-E), il film - un cortometraggio in una bobina - uscì nelle sale cinematografiche statunitensi il 21 maggio 1917.